# 跡見裕
跡見 裕（あとみ ゆたか、1944年（昭和19年）12月5日 - ）は日本の外科医。愛知県一宮市出身。専門は膵臓、胆道外科。
東京大学医学部卒業後、東京大学病院第一外科を経て、杏林大学教授、杏林大学学長を歴任。昭和天皇の手術時は医師団の一員として診療にあたった。日本消化器病学会、日本消化器関連学会機構、日本超音波医学会、日本成人病（生活習慣病）学会、日本膵臓病学会、日本消化器外科学会、日本臨床外科学会の各理事長・会長を歴任。アジアオセアニア膵臓学会を設立し、初代のPresident。日本学術会議連携委員、厚生労働省難治性疾患支援事業主任研究員、日本医師会学術委員会委員長（編集委員長）、JMAJournal Editor-in-Chief、日本膵臓病研究財団理事長、医学教育振興財団常務理事、福島県立医大教育研究審議会委員を務めた。
現在は、跡見学園理事長をはじめ、国際医学研究振興財団理事長、日中医学協会理事長、三機工業社外監査役、JCRファーマ社外取締役、パソナグループ社外取締役、いばらき医療大使、小山記念病院顧問、回心会名誉院長、朝日大学学長顧問、杏林大学名誉学長、和敬塾評議員を務める。
学校法人跡見学園の創設者である跡見花蹊の遠戚にあたる適塾出身の蘭学者の跡見玄山から4代目。義兄は宮崎秀樹元参議院議員。令夫人は跡見順子東京大学名誉教授。

## 略歴
- 1963年　愛知県立旭丘高等学校卒業
- 1970年　東京大学医学部卒業、同第一外科入局
- 1988年　カリフォルニア大学サンフランシスコ校客員研究員
- 1992年　東京大学医学部第一外科講師
- 1992年　杏林大学医学部第一外科教授
- 1998年　杏林大学付属病院副院長
- 2004年　杏林大学医学部長、杏林学園理事、私立医科大学協会理事
- 2010年　杏林大学学長、医学教育振興財団理事・常務理事
- 2013年　住友製薬社外監査役
- 2014年　癌研理事
- 2015年　日中医学協会理事・常務理事
- 2016年　福島県立医科大学教育研究審議会委員
- 2018年　日本膵臓病研究財団理事長、杏林大学名誉学長（現任）、いばらき医療大使（現任）、和敬塾評議員（現任）
- 2019年　住友製薬社外取締役、国際医学研究振興財団理事長（現任）、三機工業社外監査役（現任）
- 2022年　JCRファーマ社外取締役（現任）
- 2023年　跡見学園理事長（現任）、日中医学協会理事長（現任）、パソナグループ社外取締役（現任）